# Gerard de Kruijff
Gerard Pieter de Kruijff (Buren, 27 gennaio 1890 – Deventer, 6 ottobre 1968) è stato un cavaliere olandese.

## Palmarès

### Olimpiadi
- 3 medaglie:
  - 2 ori (Parigi 1924 nel concorso completo a squadre; Amsterdam 1928 nel concorso completo a squadre)
  - 1 argento (Amsterdam 1928 nel concorso completo individuale)